# Gurp
|  | No s'ha de confondre amb Gurb. |

|  | Aquest article tracta sobre poble del Pallars. Si cerqueu l'antic municipi, vegeu «Gurp de la Conca». |

Gurp és un poble del Pallars que fou cap del terme de l'antic municipi de Gurp de la Conca, agregat el 1970 al terme municipal de Tremp. Gurp és, segons Joan Coromines, un topònim d'origen iberobasc. L'origen seria l'expressió basca gorri-be, derivat de gorri (vermell), amb un sufix de localització que significaria "sota". Gurp, doncs, seria el poble situat sota la (roca) vermella. El nom del poble és, més pròpiament, Gurp sense cap afegitó. De la Conca s'afegia a Gurp a l'hora de designar aquell antic terme municipal que incloïa, a més de Gurp, Sant Adrià, Santa Engràcia i Tendrui.
En la proposta derivada de l'informe popularment denominat Informe Roca, la part de l'antic terme de Gurp de la Conca que comprèn els pobles de Gurp i Santa Engràcia havia de passar de Tremp a Talarn, amb la qual cosa l'Acadèmia General Bàsica de Suboficials deixaria de ser migpartida entre dos municipis diferents. Així doncs, Gurp hauria passat a formar part del terme municipal de Talarn, mentre que Sant Adrià i Tendrui s'haurien mantingut en el de Tremp.

## Geografia

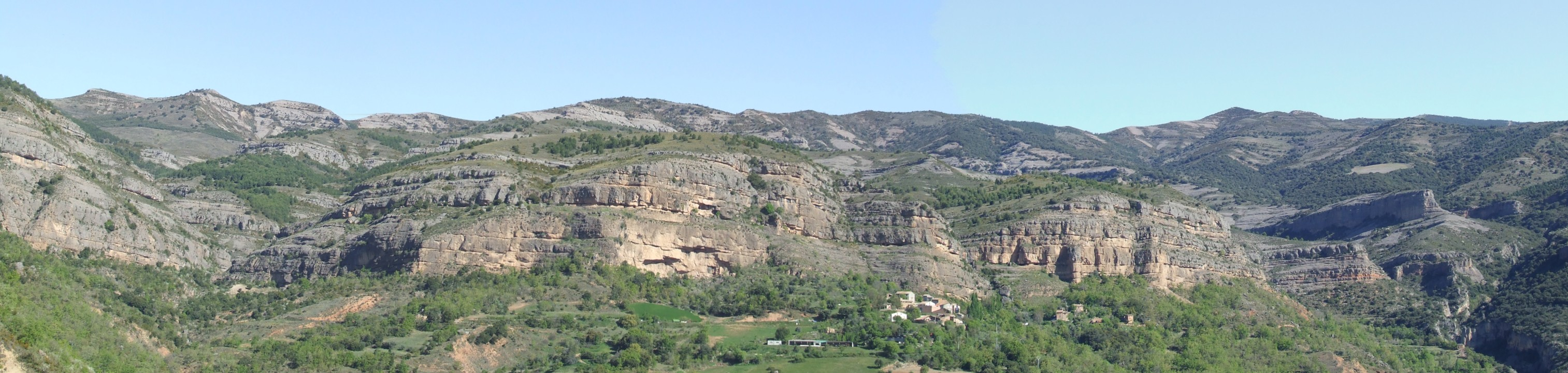
Vista general del poble de Gurp i el seu entorn. Al fons, la Serra de Gurp -Serrat de Comes- i, al fons a la dreta, el Caramell i Roca Lleuda

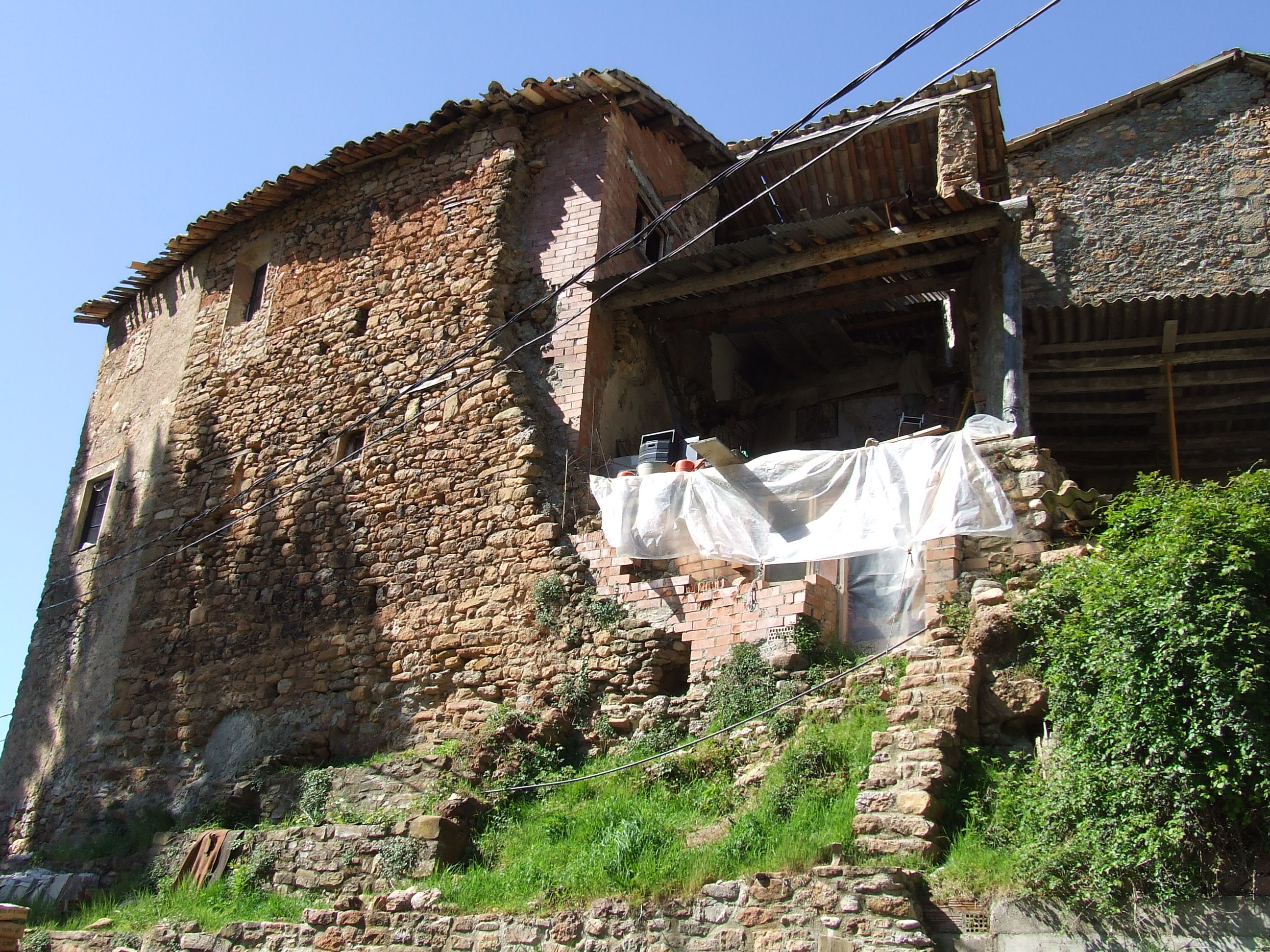
Paret nord de Casa Servent, possiblement del clos medieval del poble

És a 918 msnm, a la capçalera del barranc de Seròs (formada al nord-est del poble pel barranc dels Lleons i al sud-oest pel barranc de Grau), sota d'un espadat amb presència de diverses cavitats d'interès espeleològic de la serra de Gurp. Aquest espadat està format al nord-est per la Roca de les Vedrines i al sud-oest, per la Roca dels Corrals, que constitueixen els vessants sud-orientals de la Serra de Gurp, de 1.437,8 msnm.
El poble de Gurp conserva actualment una dotzena de les seves cases dempeus, la majoria habitades en caps de setmana (només tres tenen població permanent). Casa Amat, Casa Borrell, Casa Faquina, Casa Mena, Casa Pasqual, Casa Servent (antiga rectoria), Casa Taverner i les antigues escoles són algunes de les que es conserven senceres.
A uns 200 m. al nord-est de la població hi ha el barri del Raval, a ran del camí del Molí i al peu de la cinglera de la Roca de les Vedrines. Era un barri format per mitja dotzena de cases (Casa Isabel, Casa Jaumot, Casa Jep, Casa Pere i Casa Xix-xic), de les quals només en queden tres dempeus.
Més enllà, en la mateixa direcció, hi ha la capella romànica de Sant Martí, prop de la raconada anomenada Forat del Toscar, on hi ha les restes del Molí de Gurp. Seguint el mateix torrent aigües amunt hi ha la mina d'aigua que proveeix l'Acadèmia General Bàsica de Suboficials i les restes d'unes instal·lacions militars, entre les quals un xalet abandonat.
A ponent del poble hi ha la cinglera de la Roca dels Corrals, que pren el nom del fet que hi ha unes construccions fetes a les cavitats que forma la mateixa roca, que en distintes èpoques foren habitades i, més modernament, fetes servir de corrals. Actualment, pel seu difícil accés, han deixat de ser utilitzades, però serven restes de parets i, circumstancialment, es fan servir per a hostatjar ramats d'ovelles i cabres.
A migdia, a cosa d'1,5 km, prop del lloc de Montibarri, hi ha les ruïnes de l'església romànica de Sant Miquel de Gurp, prop de la Borda de Figuera. Més a prop del poble hi ha també les restes de les Bordes de Seix, amb les restes de l'ermita de Sant Elies.
L'església del poble, romànica és dedicada a sant Sadurní. Era sufragània de la parroquial de Santa Engràcia, tot i que actualment està agrupada a Santa Maria de Vilamitjana (on resideix el rector), juntament amb Talarn i la mateixa de Santa Engràcia.

## Història

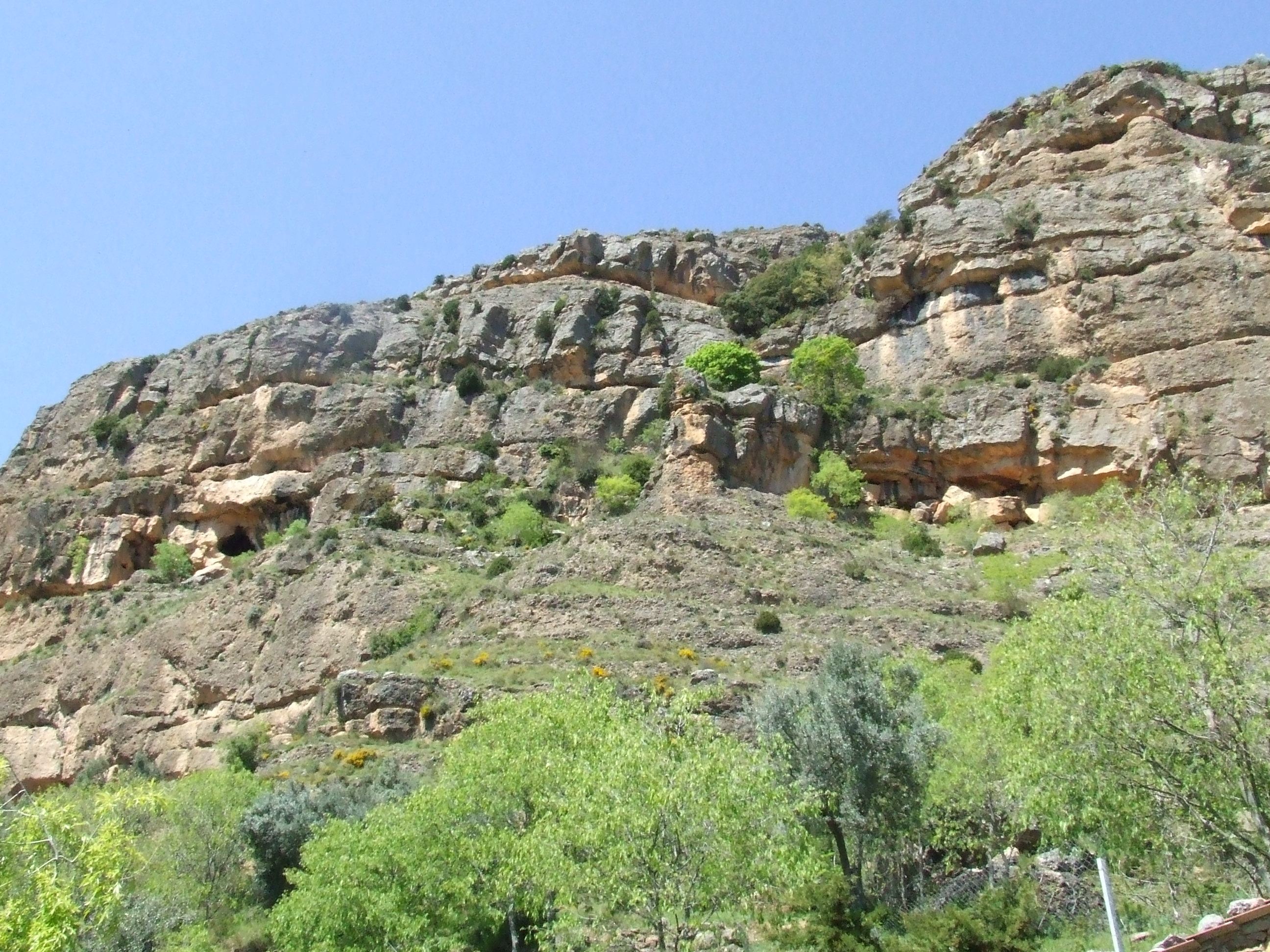
Els Corrals de Gurp, sota la cinglera que arrecera el poble. La Cova d'en Muntaner i la d'en Geneva

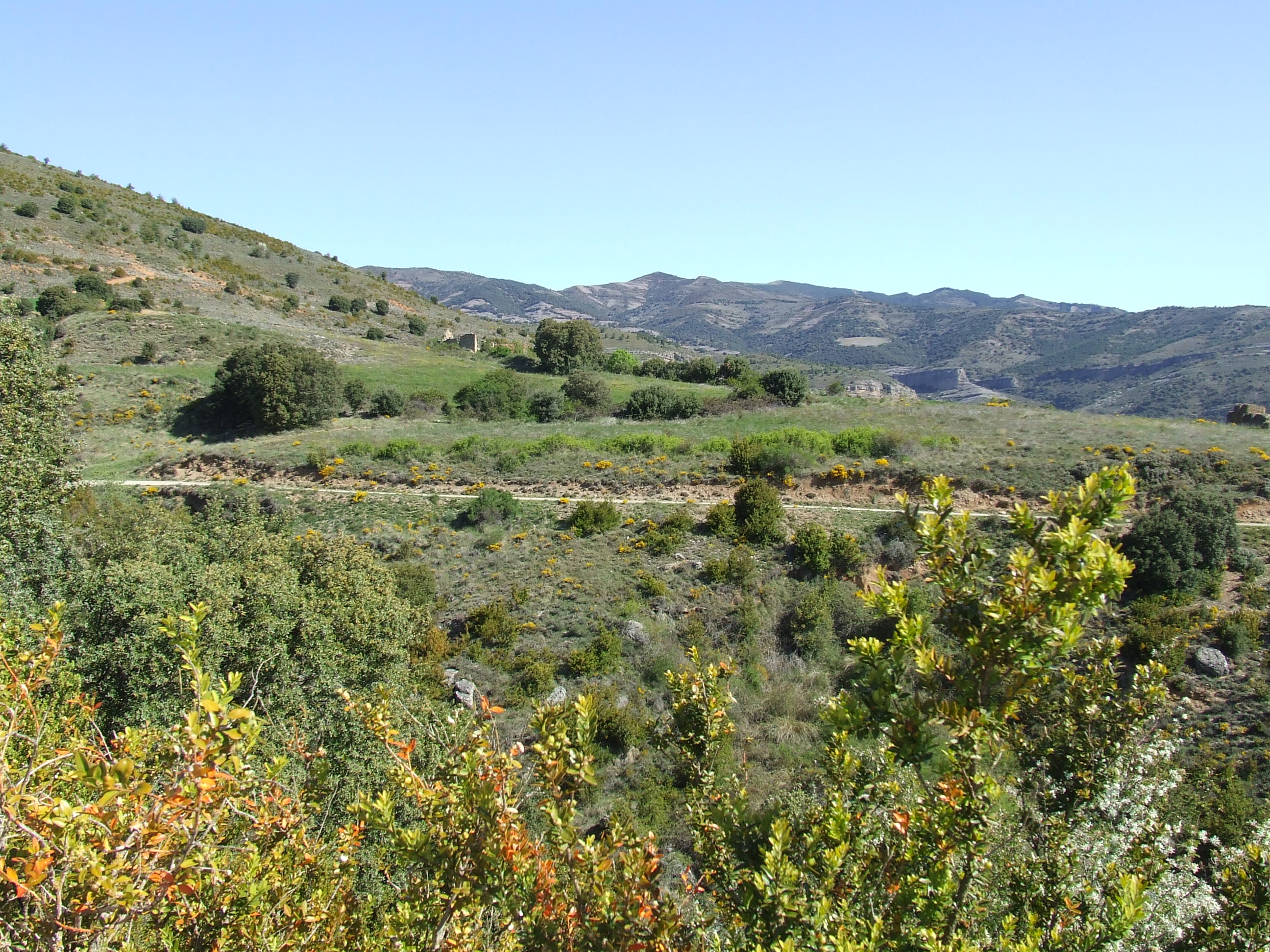
Lloc on hi hagué les Bordes de Seix; només en queden ruïnes

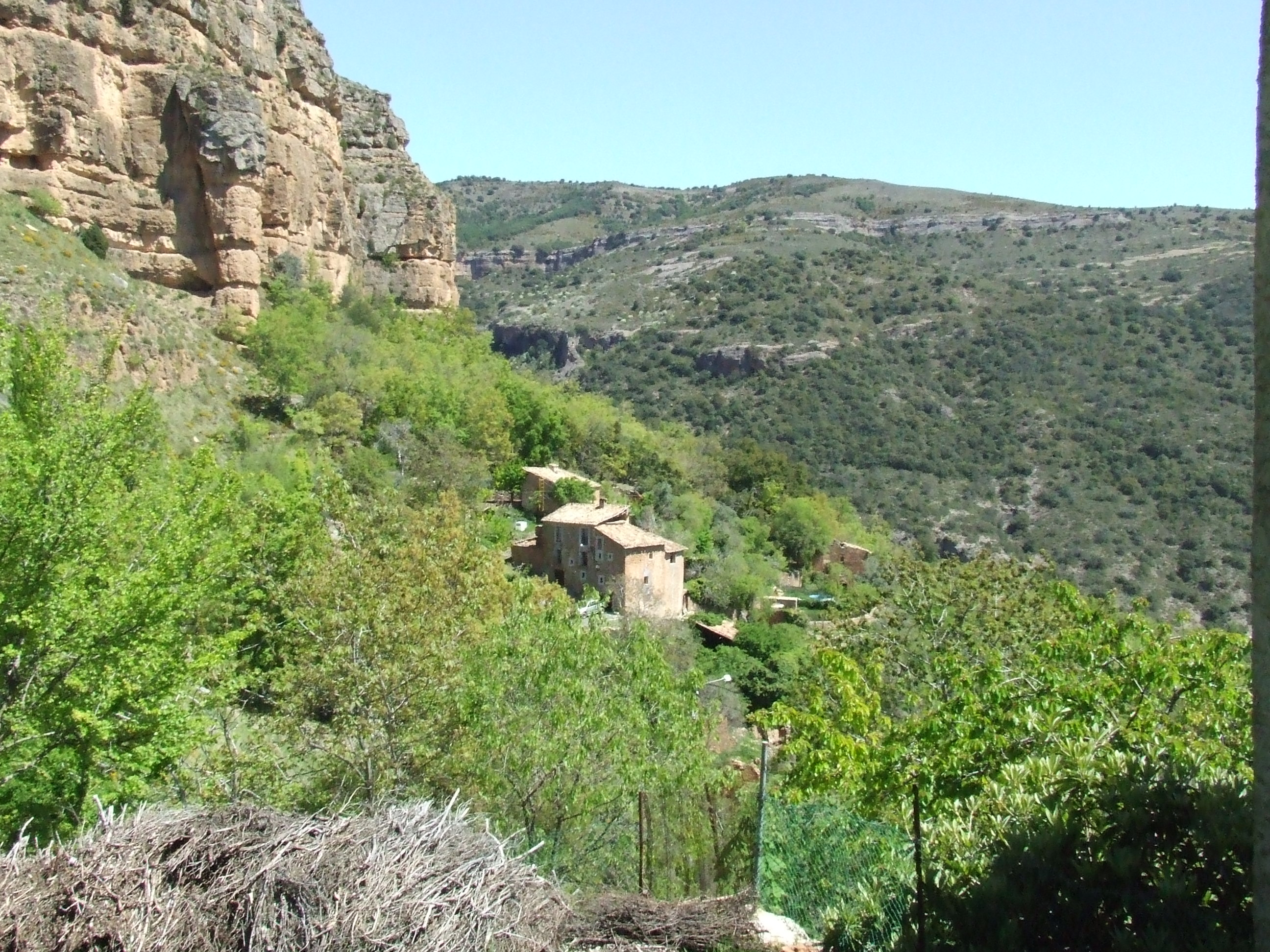
El Raval de Gurp, sota la cinglera on hi ha els Corrals

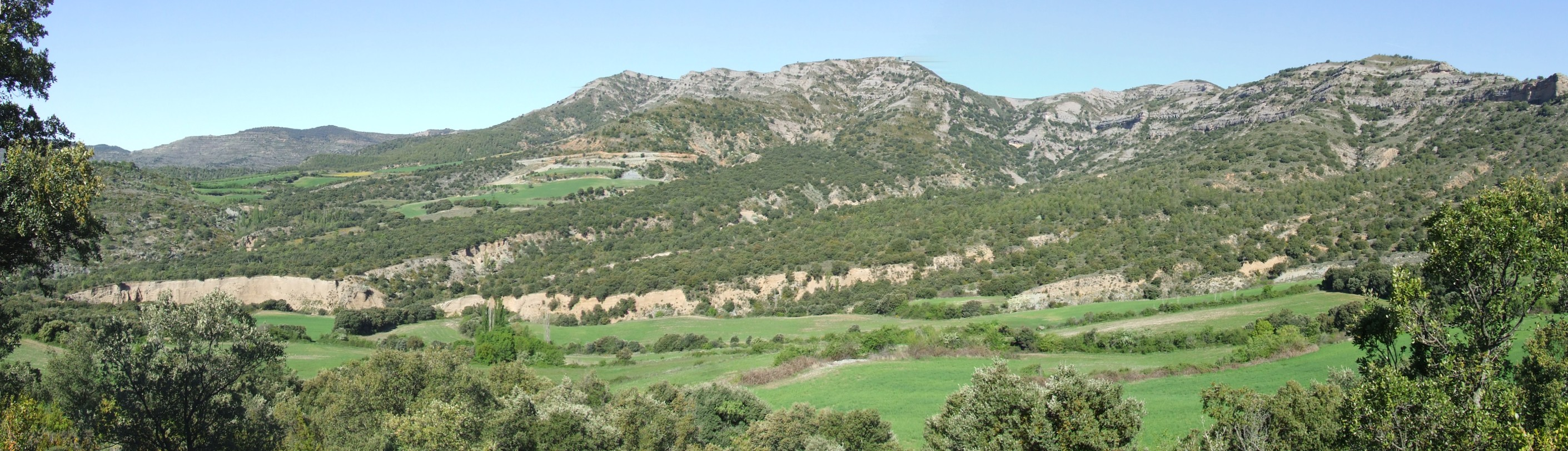
Panoràmica de Montibarri

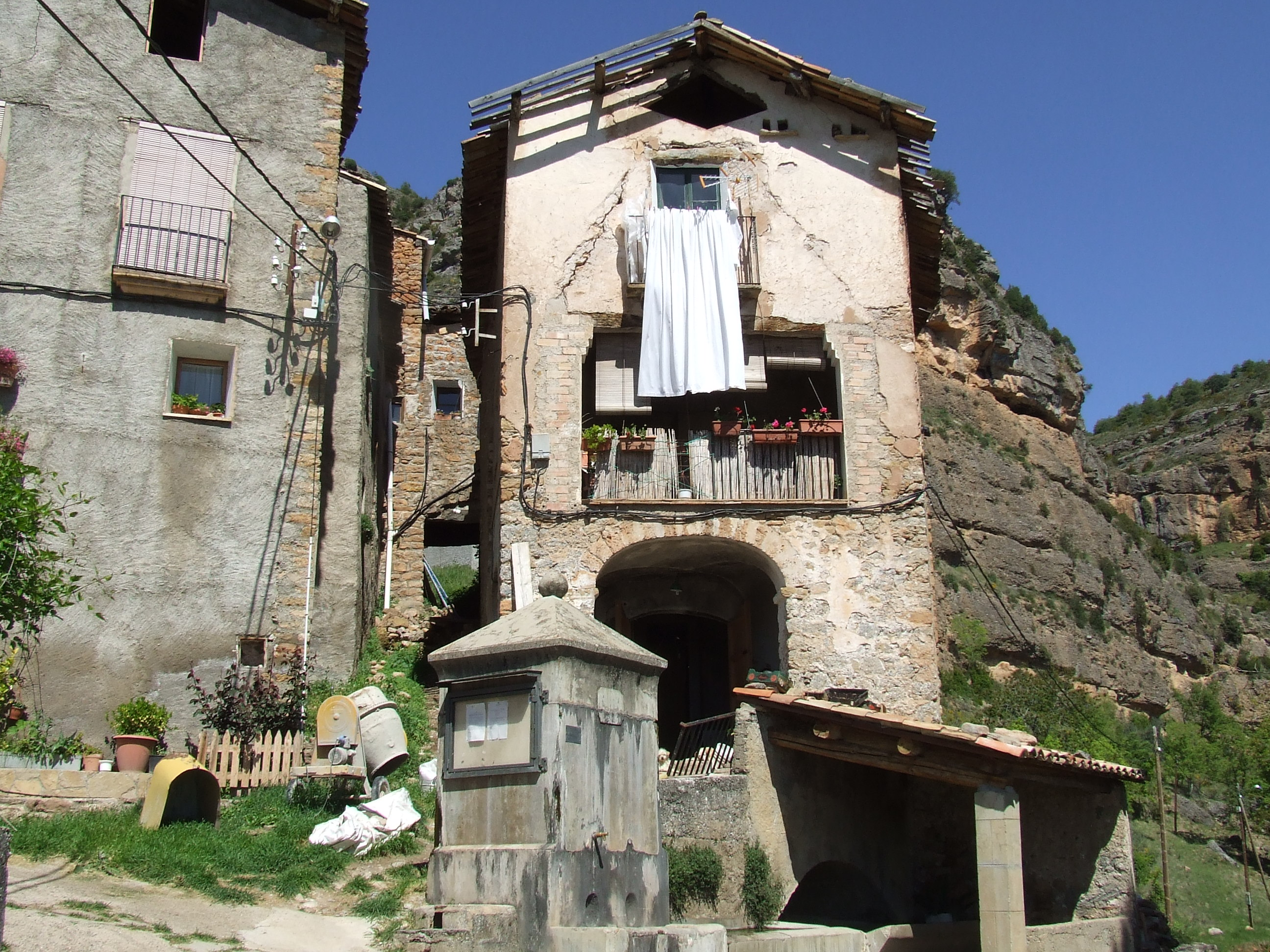
Casa Servent i font pública de Gurp

Gurp nasqué a redós del castell de Gurp, del qual es tenen poques referències documentals. A primeries del segle xviii, però, pertanyia, amb tot el seu terme, a la baronia de Claret, i fins a l'extinció dels senyorius, al segle xix, hi pertangué.
El 1553 apareixen, en el fogatjament d'aquell any, 11 focs, a Gurp (uns 55 habitants). El 1718 ja se citen 60 persones, residint a Gurp. En l'actualitat la població s'ha reduït al nombre de 8.
Pascual Madoz, en el Diccionario geográfico... del 1845 diu de Gurp, que denomina San Andrés de Gurp, que està construït sota una roca que domina el poble pel nord, de manera que la mateixa roca serveix de teulada per a les cases, per la qual cosa és un poble poc ventilat, i el seu clima, malsà. Té 30 cases baixes i en general, dolentes, que formen petits carrers irregulars mal empedrats. Hi compta com a agregats els caserius de Maria de Belep, Casa del Negre i San Miguel, on hi ha capella. També hi ha diversos corrals. El terreny del terme és en part muntanyós i en part pla, el travessa la Serra Mitjana, amb molt de matoll a la muntanya i roures, alzines, nogueres, ametllers i altres arbres fruiters, a més d'horts regats amb l'aigua de les fonts del terme. S'hi produeix blat, sègol, ordi, civada i espelta, vi i oli. S'hi crien ovelles i cabres, a més de bous per al treball agrícola. Hi ha caça de conills, llebres, perdius i alguns llops. Hi ha un molí fariner, mogut per l'aigua d'una font. S'hi compten 30 veïns (caps de família) i 110 ànimes (habitants).

## Festes i tradicions
Hi ha documentats almenys tres danses populars que es ballaven a Gurp: el Ball de la Morisca en una versió diferent de la conservada a Gerri de la Sal, el Ball del galop, o Galop de cortesia, i el Ball dels aranyons, del cicle de Carnestoltes. Estan recollides, amb la partitura, per Joan Bellmunt.